# Catedral de Santa Eduvigis (Berlín)

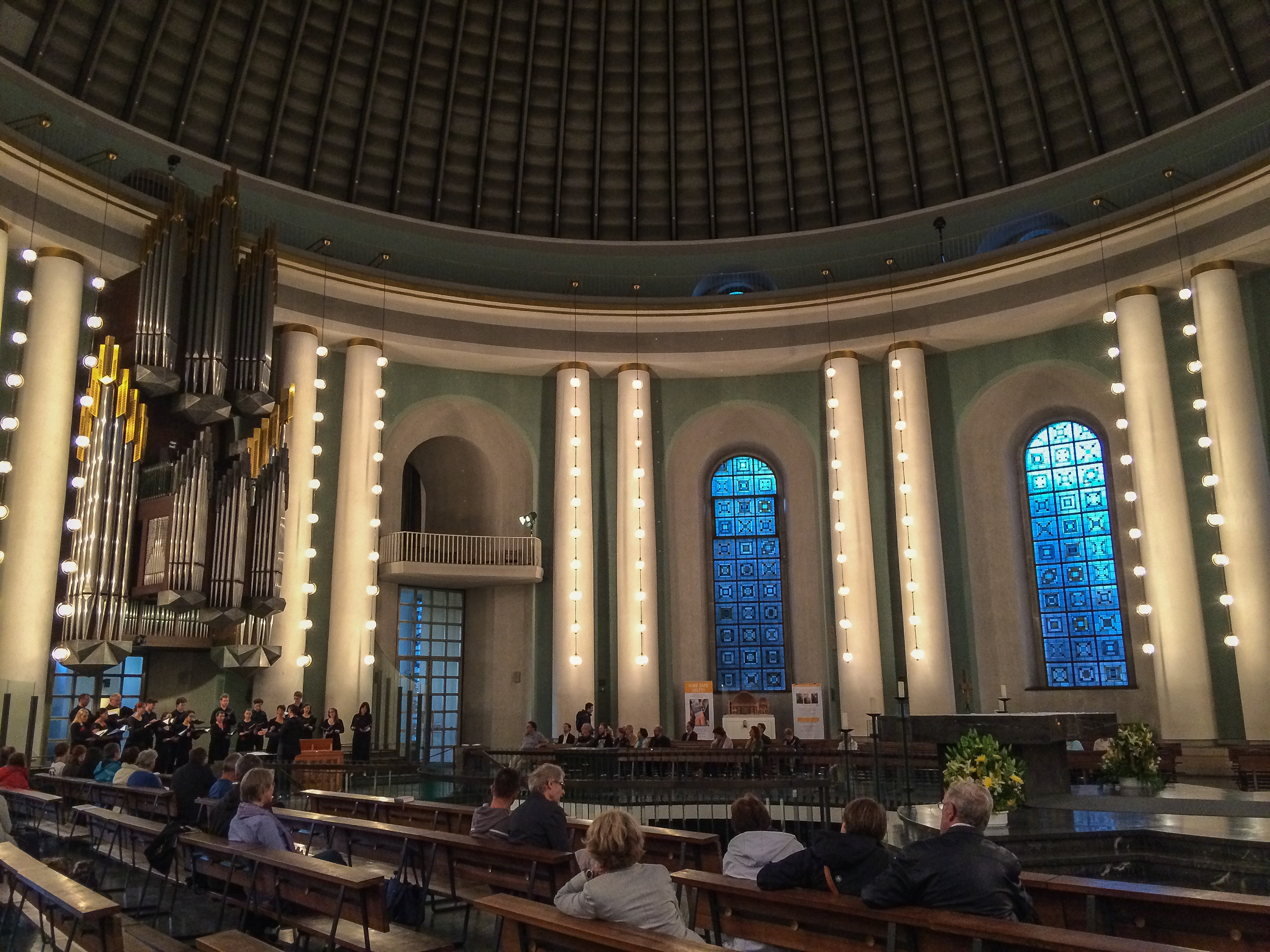
Vista interior - Catedral de Santa Eduvigis de Berlín, junio de 2014

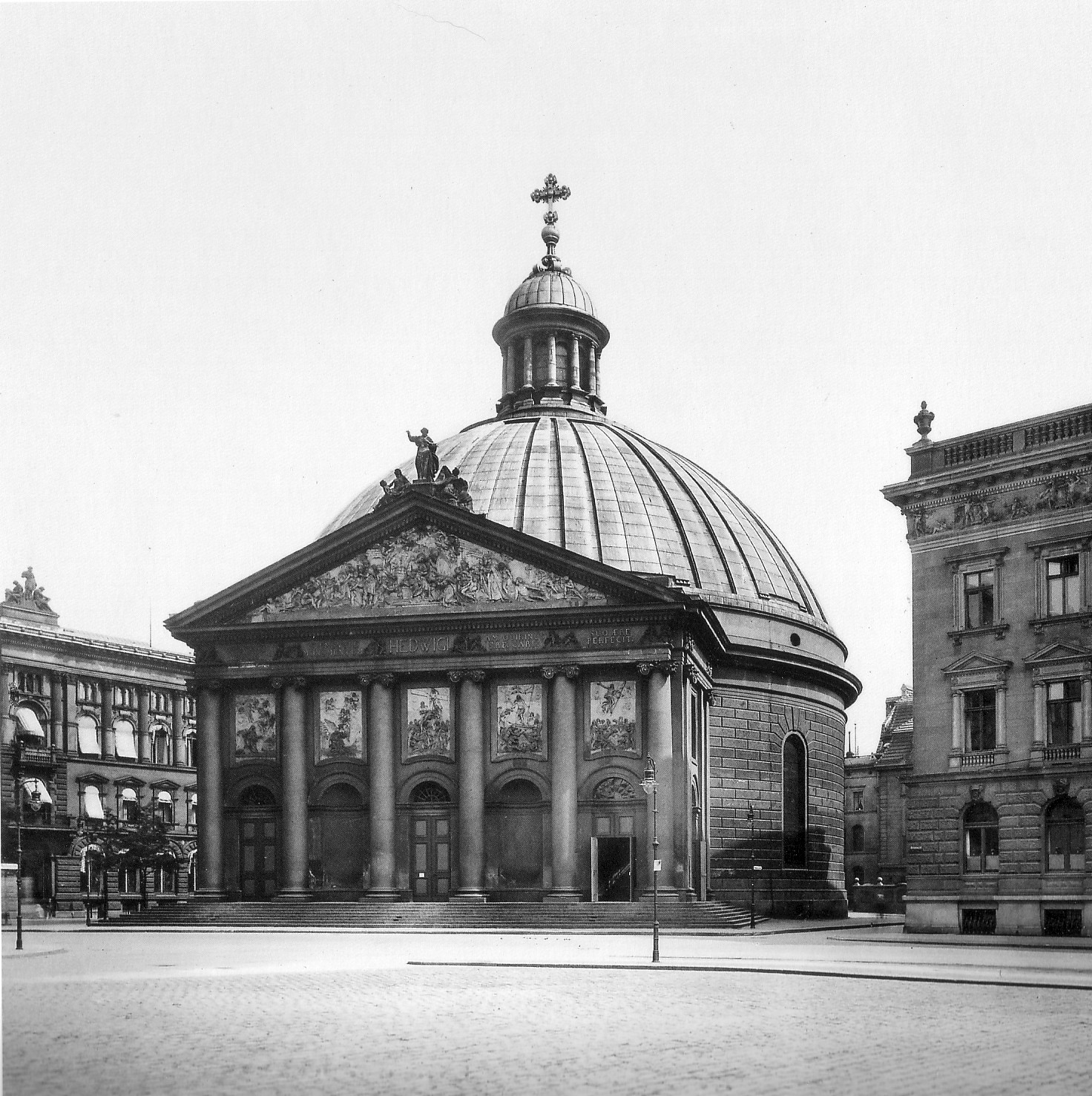
La Catedral en el año 1886.

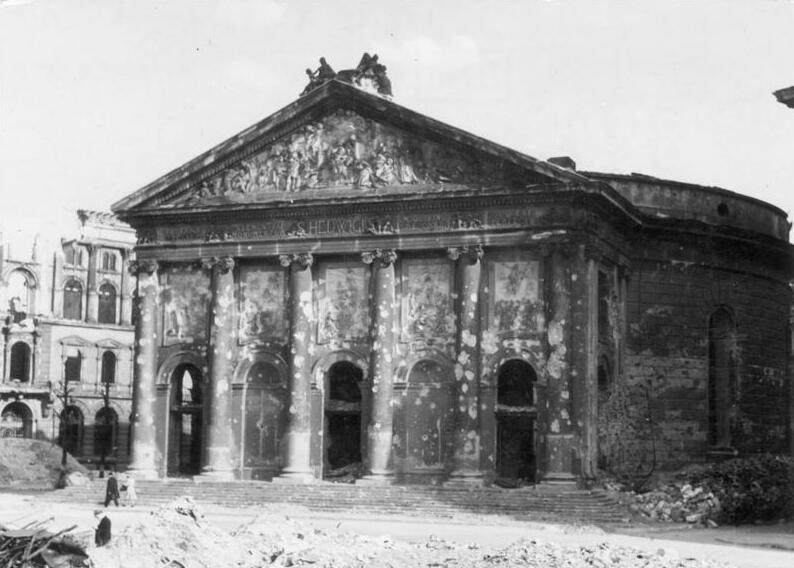
Las ruinas de la Catedral de Santa Eduvigis, quemada en marzo de 1943, vista en 1946.

La catedral de Santa Eduvigis (en alemán: Sankt-Hedwigs-Kathedrale) es una catedral católica en la Bebelplatz de Berlín, Alemania. Pertenece a la arquidiócesis de Berlín.
Se construyó en el siglo XVIII por el rey de Prusia Federico II el Grande. Ignacy Krasicki, obispo de Warmia (posteriormente arzobispo de Gniezno), ofició la apertura de la catedral en 1773.
La catedral fue dedicada a la santa patrona de Silesia y Brandemburgo, Santa Eduvigis de Andechs, y conmemora la llegada de los inmigrantes silesios católicos a Brandemburgo y Berlín.
Tras el pogromo de la Noche de los cristales rotos, que tuvo lugar la noche del 9 al 10 de noviembre de 1938, Bernhard Lichtenberg, deán del cabildo catedralicio de Santa Eduvigis desde 1931, oró públicamente por los judíos. Al día siguiente, Lichtenberg fue encarcelado por el gobierno nazi y murió de camino al campo de concentración de Dachau.  En 1965 los restos de Lichtenberg fueron llevados a la cripta catedralicia.
La catedral quedó completamente destruida en 1943, durante los bombardeos sobre Berlín y fue finalmente reconstruida entre 1952 y 1963.
La catedral tiene la consideración de basílica menor desde el 27 de octubre de 1927.

## Enterramientos
- Konrad von Preysing.
- Alfred Bengsch, en la cripta.
- Lorenz Adlon, en el antiguo cementerio de Santa Eduvigis.
- Bernhard Lichtenberg, en la cripta.

## Galería de imágenes

Imagenes históricas
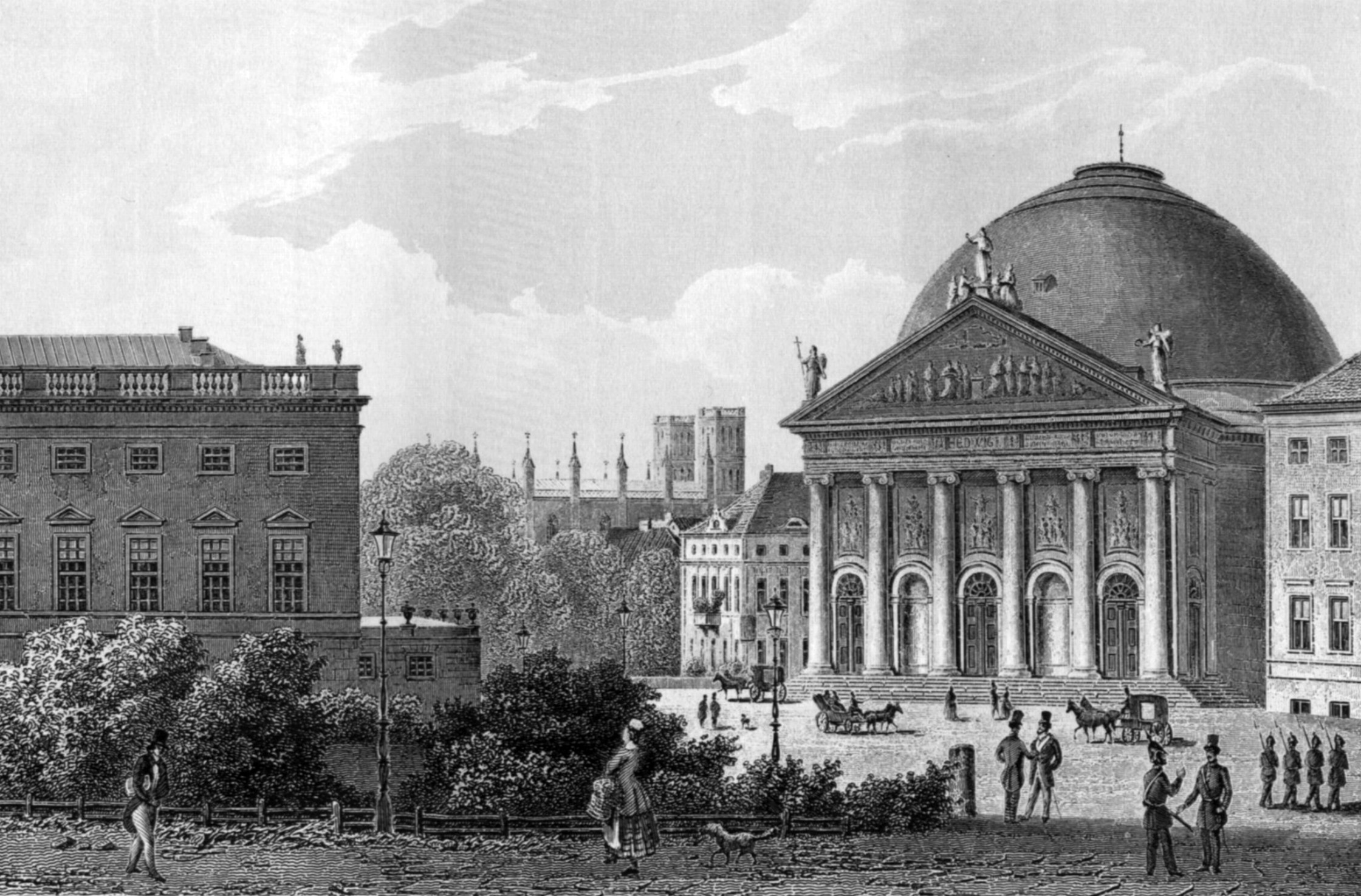
Catedral de San Eduvigis, por Joseph Maximilian Kolb, 1850.
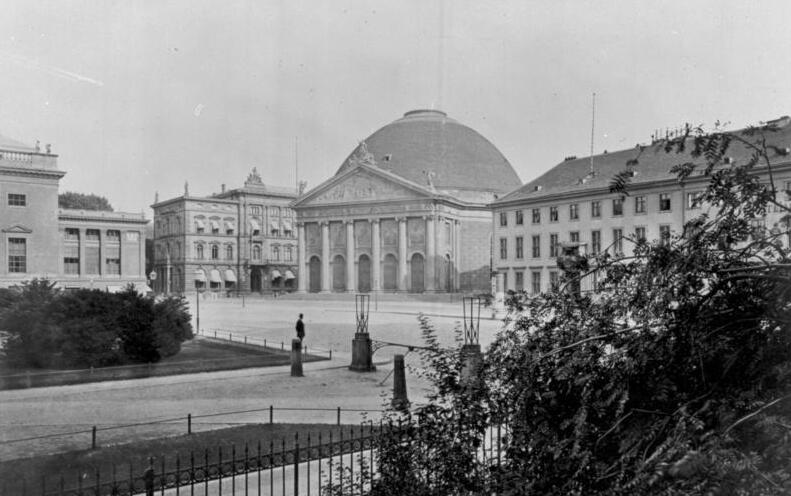
Catedral de San Eduvigis, en 1886.
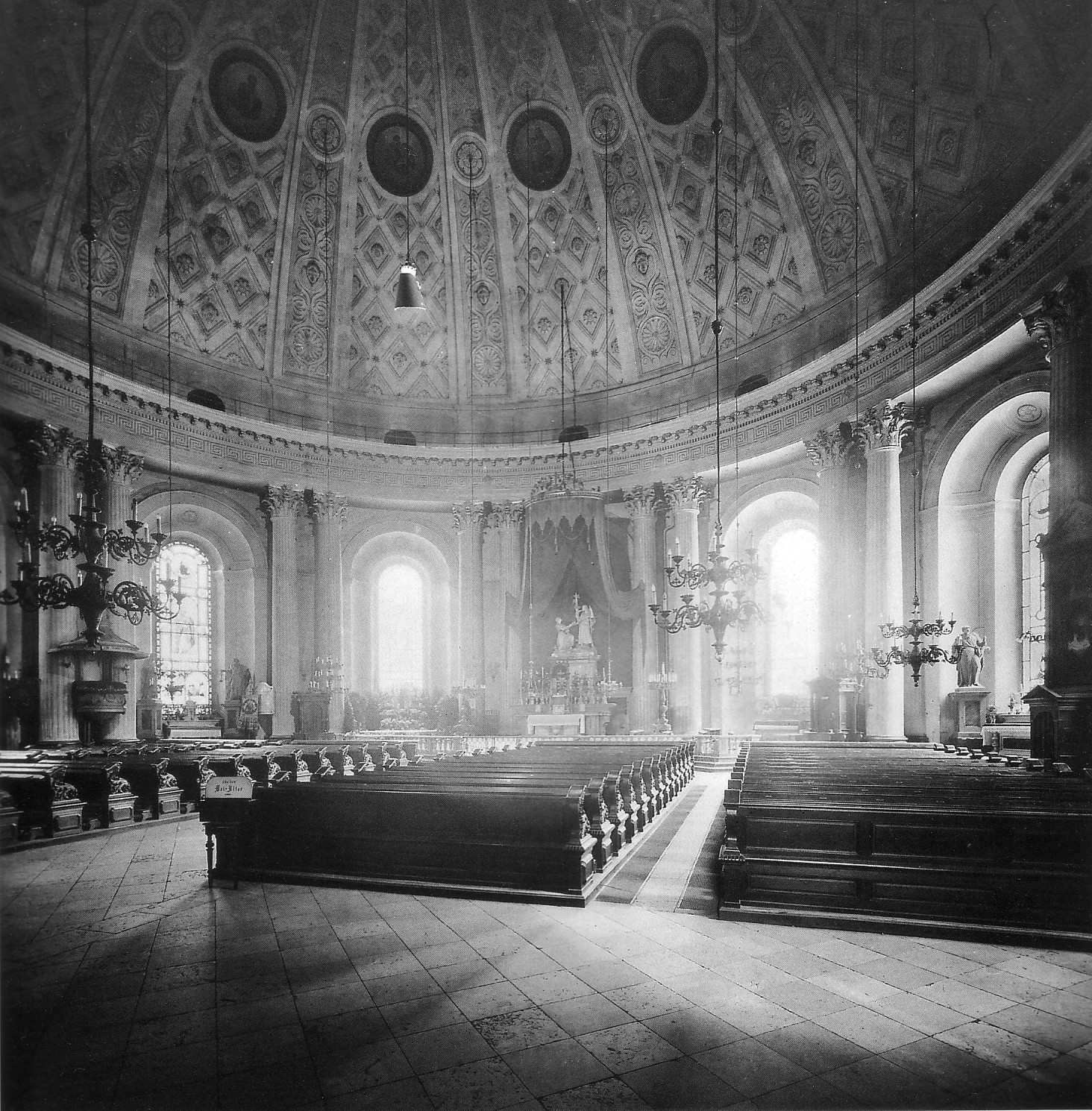
Histórica vista del interior antes de la destrucción.

Decoración interior
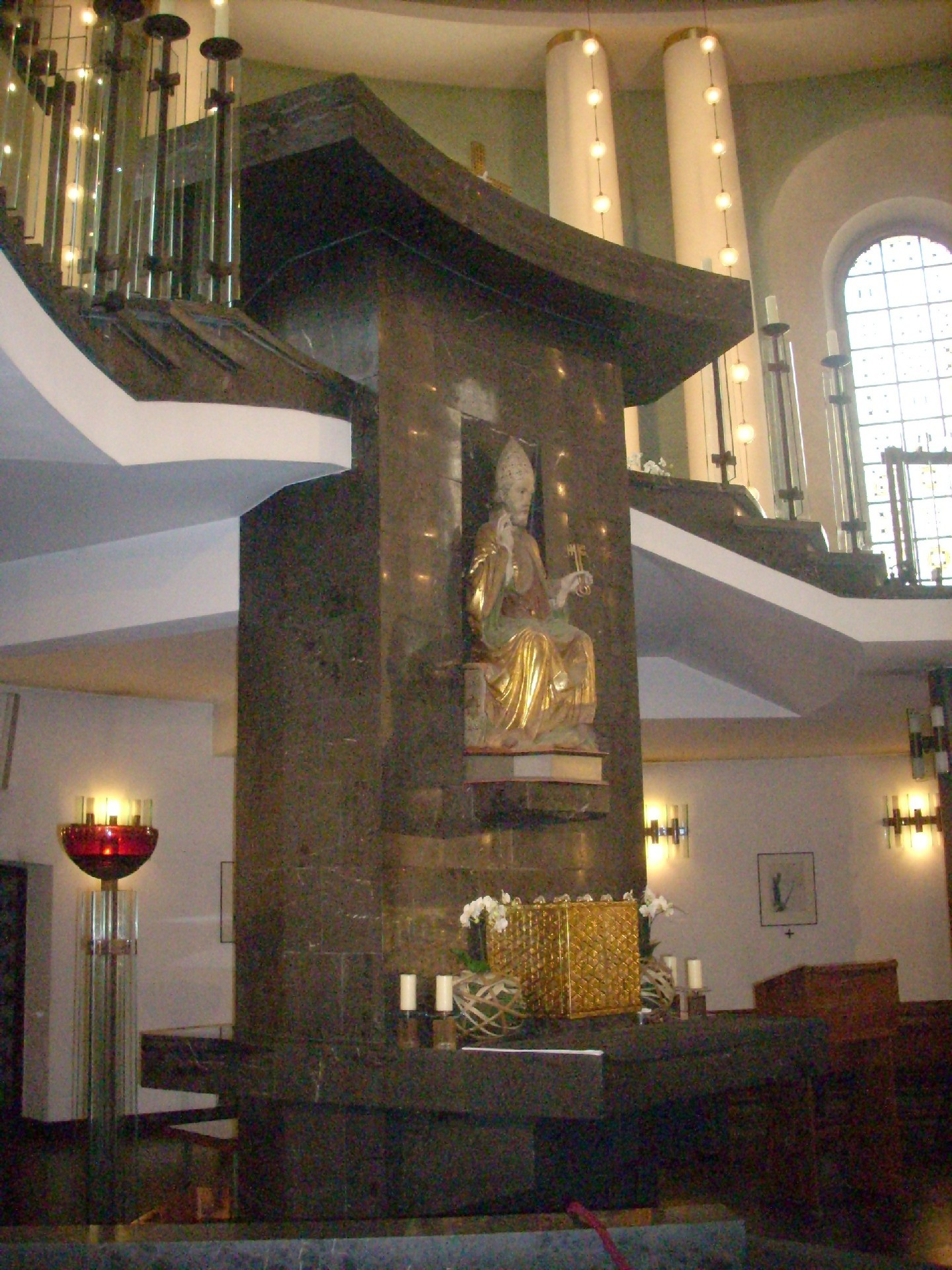
Columna del Altar.
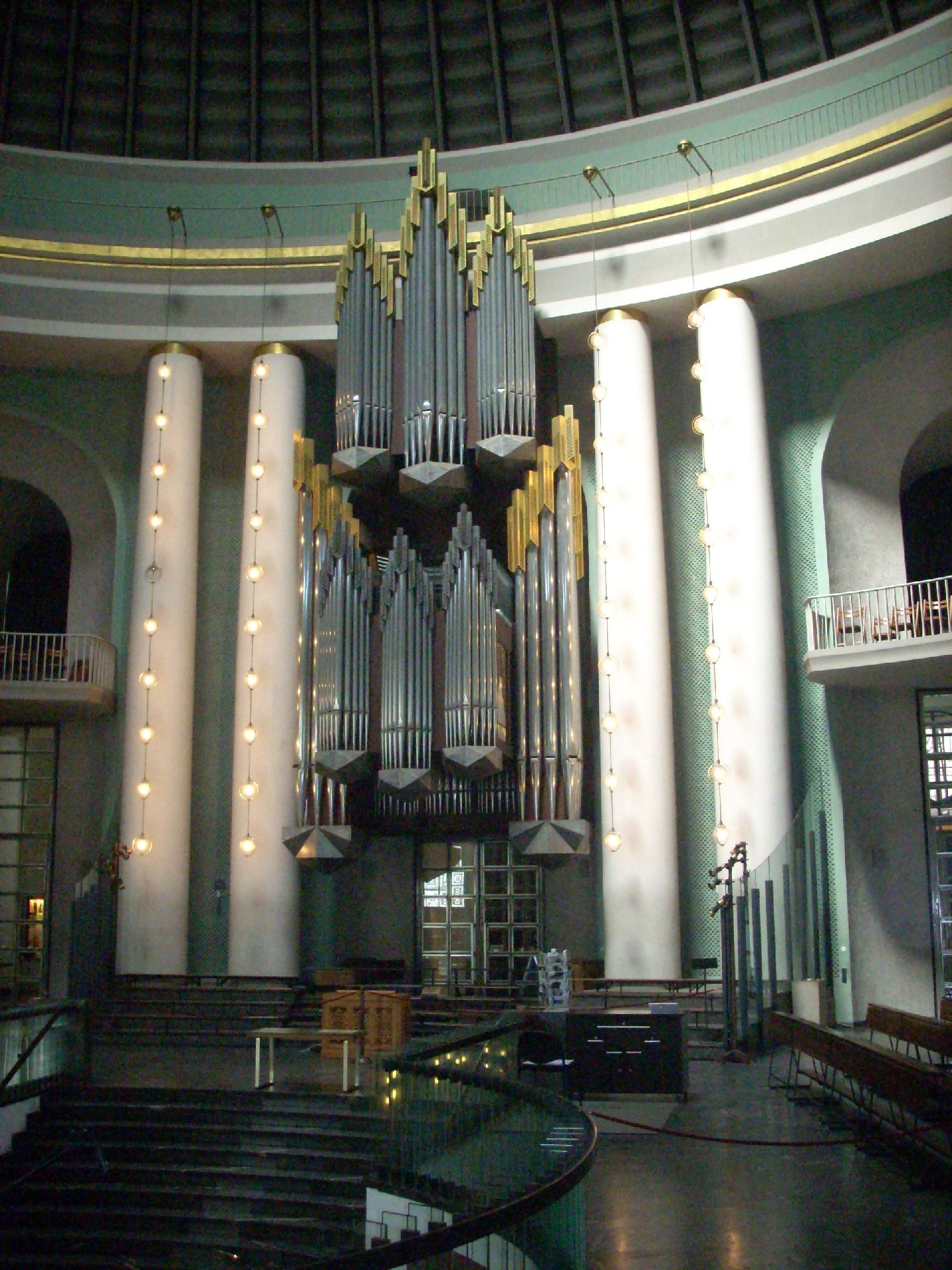
Órgano-Klais.
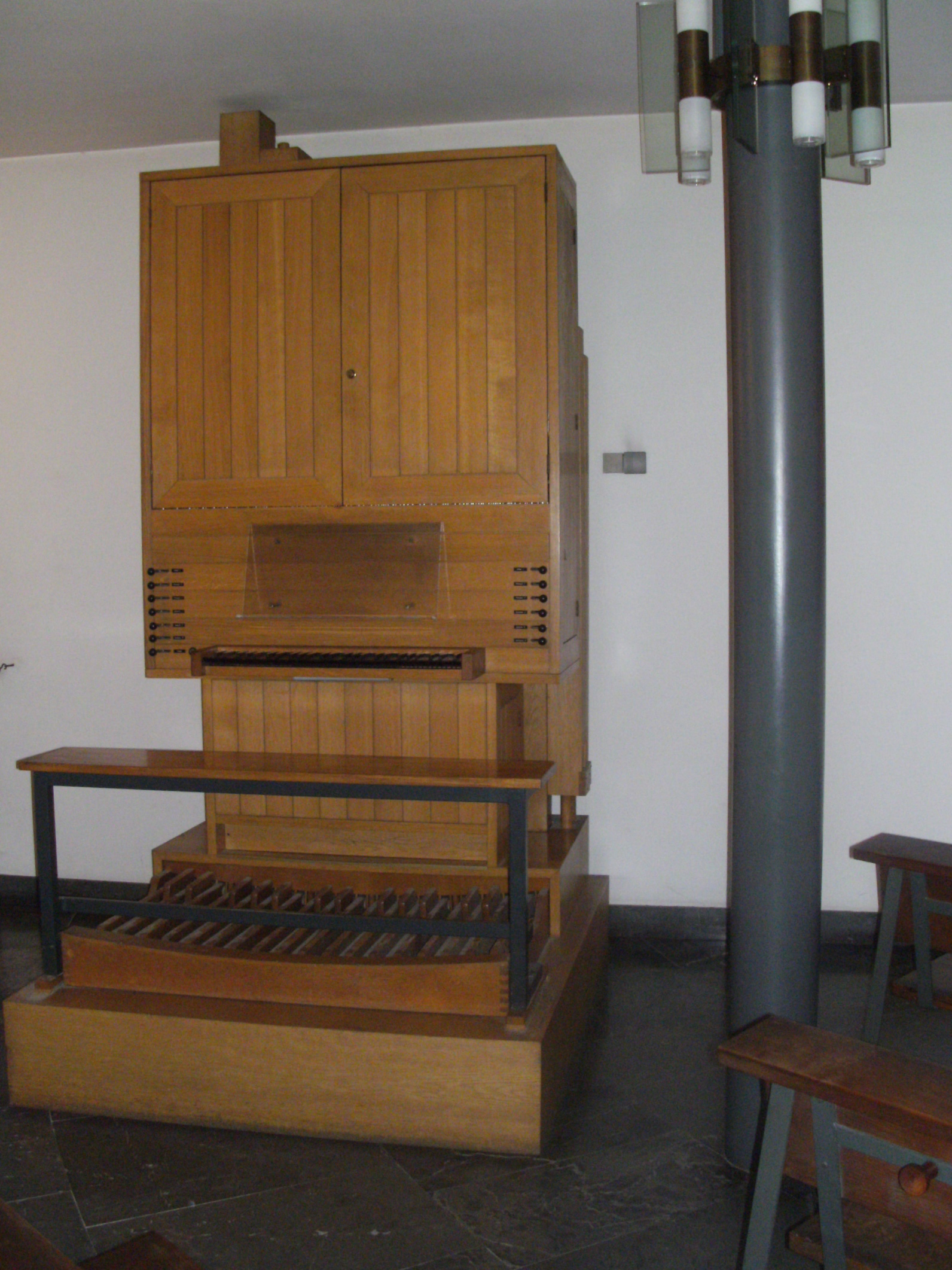
Órgano en la iglesia, de abajo.